# Езда на гренландских собаках
«Езда на гренландских собаках» (дат. Kørsel med Grønlandske Hunde, 1897) — немой короткометражный документальный фильм Петера Эльфельта. Это самый первый фильм в истории датского кинематографа. До наших дней сохранилось 10 метров (32 фута). Премьера состоялась в Дании в 1897 году.

## В ролях
- Юхан Карл Йенсен — рыбак

## Сюжет
Мужчина едет по Гренландии на повозке, запряжённой собаками.

## Художественные особенности
При съёмках фильма Эльфельт использовал камеру, изобретённую Джулиусом Карпентьером.